# Zenit (raket)
För andra betydelser, se Zenit (olika betydelser).

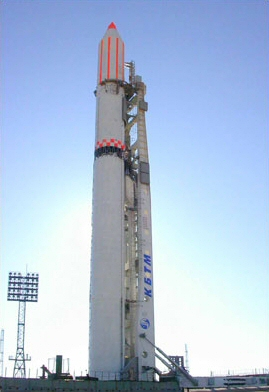

Zenit  (ukrainska: Зеніт, ryska: Зени́т) är en raket-typ som tillverkas i Ukraina.